# Електроскоп
Електроскоп је уређај који показује на присуство или одсуство наелектрисања. Од свих електричних мерних инструмената, електроскоп је најстарији. Мерни инструмент који одређује степен наелектрисаности тела, тј. показује и на количину наелектрисања неког тела, назива се електрометар. Електроскоп са баждареном скалом је електрометар.
Електроскоп се састоји од две електроде. Спољашња електрода је метално кућиште са прозором, а унутрашња је централна метална електрода на чијем се доњем крају налазе 2 алуминијумска листића, а на горњем крају плоча или куглица. Додиром наелектрисаног предмета и шипке електроскопа, део наелектрисања прелази на шипку и она се наелектрише наелектрисањем истог знака. Ако се на шипци налазе танки листићи (електроскоп с листићима), они су тада истоимено наелектрисани и одбијају се. Наелектрисан предмет је под утицајем електромагнетног поља, али и сам производи своје електромагнетно поље.
Захваљујући електроскопима које је Виктор Хес користио за детекцију, пронађени су космички зраци.

## Историја
Поједини предмети као што је, рецимо, шипка ћилибара, имају особину да када се протрљају са мачјим крзном, могу да привлаче лаке предмете, перје, длаке, папириће. То је било познато старим медитеранским народима. Електрицитет је проучаван још од античких времена, али значајна научна открића нису се појављивала све до 17. и 18. века. Талес из Милета је, око 600 год. п. н. е. извео низ експеримената у којима је долазило до појаве статичког електрицитета, и на основу њих је закључио да трење даје ћилибару магнетска својства, што је било у супротности са минералима, нпр. магнетитом, којима није било потребно трење да би привлачили предмете. Талес је погрешио у претпоставци да протрљан ћилибар има магнетска својства.
Енглески физичар Вилијам Гилберт уочио је да постоје многа тела која се трењем могу наелектрисати као што су стакло, вуна, сумпор, драго камење и сл. Те супстанце Џилберт назива електричним. Гилберт је уочио и основне разлике између електрицитета и магнетизма. За њега се везује и откриће електроскопа око 1600. године. Први електроскоп је била једна ротирајућа игла, названа версоријум.
И Италијан Николо Кабе је уочио одбијање наелектрисаних тела, али му је то било неприхватљиво јер је сматрао да свако тело може да има само једно природно кретање. Ствен Греј и Шарл Дифе су схватили да се сва тела могу наелектрисати. Иако се метали, течности и мека тела не могу наелектрисати трљањем, они се наелектришу у близини неког већег наелектрисаног тела. Шарл Дифе је објавио своје радове 1734. године у часопису Краљевског друштва у Лондону. До истих закључака је 1759. године дошао и Енглез Роберт Симер.
Даље проучавање електрицитета доводи до усавршавања електричних машина и њиховог развоја, најпре у Немачкој 1743. године, а затим 1745. у Енглеској и Француској. Развојем електричних машина долази и до открића апарата за складиштење електрицитета - кондензатора. За објашњење електричних појава у атмосфери најзаслужнији је Бенџамин Френклин који је повезао наелектрисање и грома.
Како је установљено да постоје две врсте наелектрисања које условљавају привлачење и одбијање наелектрисаних тела Шарл Кулон је дао општи закон међусобног деловања наелектрисаних тела на неком растојању.
Проналаском батерије за чување електрицитета, од Италијана Александра Волте даљи радови у области електрицитета су били усмерени на његово кретање кроз проводник и везу са магнетним појавама и тако су установљени закони електромагнетизма.

## Наелектрисање
Наелектрисање је једна од основних особина неких субатомских честица којом се карактеришу електромагнетне интеракције
интеракције (интеракције честица са електромагнетским пољем). Наелектрисана материја ствара електромагнетно поље, а такође подлеже дејству других електромагнетних поља. Узајамно дејство наелектрисања и поља је узрок електромагнетне силе која представља једну од четири основне силе у природи.
У природи постоје две врсте наелектрисања. Договорено је да се ова наелектрисања називају позитивним и негативним наелектрисањем. Наелектрисања различитих знакова се привлаче док се наелектрисања истог знака одбијају.
Наелектрисање је некада сматрано непрекидном и бесконачно дељивом особином. Данас знамо да постоји најмања количина наелектрисања. Она се везује за основно (елементарно) наелектрисање електрона и износи −1,602×10−19 кулона,. Свако наелектрисано тело у природи има вишак или мањак електрона. Стога се каже да је количина наелектрисања (некада се зове електрично оптерећење) коначан скуп елементарних количина електрицитета.
Физичка појава узрокована наелектрисањем је електрицитет. Разноврсна својства електрицитета као облика енергије омогућавају веома широку употребу у саобраћају, фабрикама, грејању, осветљавању, комуникацијама и рачунарству.

## Начини наелектрисавања
Установљено гледиште да су сва тела у нормалном стању електрични неутрална, а да се она могу наелектрисати трењем или другим поступком, тако да се јавља једна или друга врста електрицитета. Конвенционално је усвојено да електрицитет који се добије кад се стаклена шипка протрља свиленом тканином назове позитиван електрицитет, а негативним електрицитетом супротна врста која се добије кад се штап од ебонита протрља крзном. Такође је утврђено да се неко неутрално тело може наелектрисати ако се додирне телом које је већ наелектрисано. Ово показује да електрицитет може прелазити са тела на тело. Из тих разлога се у почетку развоја науке о електрицитету сматрало да је електрицитет нека врста флуида која прелази са тела на тело. Поред ових, установљена је и чињеница да електрицитет пролази кроз нека тела. Међу њима на првом месту спадају метали, док је код других тела пролаз електрицитета незнатан. Прва тела су названа проводници, а друга изолатори.
У нормалном стању код електрично неутралног тела су уравнотежене позитивне и негативне количине електрицитета и њихова се дејства неутралишу, односно тела која су ненаелектрисана садрже исту количину позитивног и негативног електрицитета. Ако се ова равнотежа поремети онда ће тела садржати мањи или већи број електрона од нормалног односно биће позитивно или негативно наелектрисана. Како се у телима обично крећу електрони, као носиоци наелектрисања, то се наелектрисање тела обично тумачи вишком или мањком електрона. Наелектрисавање тела се објашњава једноставно преласком електрона са тела на тело, било да се она наелектришу трењем или додиром. При обичном додиру различитих тела известан број електрона пређе са једног тела на друго. У ком ће се смеру извршити прелаз зависи од природе тела. Трењем се даје много већа могућност преласка електрона, те се тела далеко више наелектришу. Наелектрисања тела при обичном додиру су стога незнатна према наелектрисању трењем те овако мала наелектрисања нису била одмах примећена па се сматрало да се тела наелектрисавају само трењем. Тела кроз која електрони могу лако да се крећу, као што је то случај код метала, представљају проводнике, док су изолатори тела кроз која се електрони веома слабо крећу. У овом погледу може да се говори само о лакшем или тежем кретању електрона кроз тела те постоје само бољи и лошији проводници, јер ni потпуни изолатори нити идеални проводници не постоје.
Постоје два основна начина наелектрисавања - наелектрисавање додиром и наелектрисавање путем магнетне индукције.
- Наелектрисавање електроскопа додиром

Када се позитивно наелектрисана шипка принесе довољно близу електроскопа, долази до прерасподеле наелектрисања и листићи електроскопа, наелектрисани истоименим наелектрисањем, одбијају се. Када шипка додирне електроскоп, електрони са кугле електроскопа прелазе на шипку, привучени њеним вишком позитивних наелектрисања, и неутралишу га. Када се шипка уклони, електроскоп има мањак електрона, односно, позитивно је наелектрисан. Код наелектрисавања додиром, електрони који се налазе уз површину једног материјала, прелазе на други.
- Наелектрисавање електроскопа путем магнетне индукције

Ако се позитивно наелектрисана шипка донесе у близину металне електрично неутралне сфере, долази до прерасподеле наелектрисања на телу које остаје и даље електронеутрално. Повезивањем проводником металне сфере са земљом, електрони из земље биће привучени на део сфере са вишком позитивних наелектрисања. Ако се уземљење уклони, а затим шипка удаљи, на сфери ће постојати вишак негативних наелектрисања. Тело је наелектрисано без губитака наелектрисања на шипки.

## Подела
Класични електроскопи се деле на сферно-језграсте електроскопе и електроскопе с листићима (најчешће златним). Они се још и данас користе у настави за демонстрацију принципа електростатике. Новији електроскоп је дозиметар с кварцним влакнима.
Електроскоп с листићима се састоји од металне кутије постављене на изолаторско постоље, на чији врх је причвршћена метална куглица повезана са два (алуминијумска или златна) листића, смештена у унутрашњост кутије. Уколико се наелектрисано тело доведе у везу с металном куглицом, наелектрисање ће с тела прећи на куглице и листићи ће се, наелектрисани истоименим наелектрисањем, размакнути.

## Огледи с електроскопом

### Проводници и изолатори
- Потребан прибор: два електроскопа, метална шипка са дршком од изолатора, ебонитна шипка, пластични или дрвени лењир (мора бити потпуно сув), вунена тканина.
- Упутство: Један електроскоп се наелектрише ебонитном шипком, а други електроскоп остаје ненаелектрисан. Електроскопи се прво споје металном шипком држећи је за изолаторски држач. Примећује се да су се листићи код ненаелектрисаног електроскопа раширили, а код наелектрисаног, листићи су се мало скупили.

Исто ово се понови, али електроскопи се спајају ненаелектрисаним пластичним лењиром. Листићи код наелектрисаног електроскопа остају исто размакнути, а код ненаелектрисаног електроскопа остају опуштени, што значи да се он није наелектрисао. 
- Објашњење: Како је један проводник са тракама хартије наелектрисан позитивно, а други негативно, и кад их приближимо долази до привлачења. Папирне траке се такође привлаче и заузеће правце односно облик које имају електричне линије силе.

### Распоред електрицитета на проводницима
Први оглед
- Потребан прибор: Метална лопта са узаним отвором или метална конзерва од сока (лименка) на изолаторском постољу, два електроскопа, два дужа жичана проводника, поливинилна шипка, вунена тканина
- Упутство: Наелектрисаном поливинилном шипком се наелектрише метална лопта додиром. Један жичани проводник се веже за један електроскоп, а други проводник за други електроскоп. Затим се проводник који је везан за први електроскоп пажљиво провуче кроз отвор лопте и њиме додирне њен унутрашњи зид. Листићи електроскопа се не померају. Другим проводником се додирне зид лопте са спољне стране. Листићи електроскопа се размакну.
- Објашњење: Електрицитет се налази само на спољашњој страни проводника.

Други оглед
- Потребан прибор: Кавез од металне мреже (димензија да у њега може да стане електроскоп), два електроскопа, два жичана проводника, поливинилна шипка, вунена тканина
- Упутство: Поставити електроскоп на подлогу која је изолатор и проводником повезати са унутрашње стране кавеза. Поставити кавез преко електроскопа. Други електроскоп повезати на спољашњу страну кавеза. Наелектрисаном поливинилском шипком додирнути кавез. Примећује се да се листићи електроскопа који је ван кавеза размакну, а листићи електроскопа који је у кавезу остају опуштени.
- Објашњење: Електрицитет се налази само на спољашњој страни проводника.
- Напомена: Овај оглед је изводио Фарадеј за доказивање да се електрицитет распоређује само на спољашњој страни проводника.

Трећи оглед
- Потребан прибор: Метална лопта са шиљком, електростатичка инфлуентна машина, свећа, електроскоп.
- Упутство: Помоћу електростатичке инфлуентне машине метална лопта са шиљком се наелектрише. Пламен свеће се приближи шиљку. Примећује се да се пламен повија, као да „бежи” од шиљка. Ако се електроскоп примакне шиљку, листићи ће се размакнути и остати размакнути кад се удаљи.
- Објашњење: На врху шиљка је највећа електрична густина. При већем наелектрисању (у овом случају инфлуентном машином), у близини шиљка се створи снажно електрично поље које привлачи или одбија јоне којих увек има у атмосфери. Јони настају на разне начина (дејством космичких зрака из васионе, дејством радиоактивних зрака из Земље или у сударима молекула при високој температури). У овом случају највише јона је створено у пламену свеће. Ови јони су снажно привучени или одбијени у електричном пољу шиљка и имају велику брзину стварајући такозвани електрични ветар. Пламен свеће се због тог ветра повија. Ако се електроскоп примакне позитивно наелектрисаном шиљку, негативни јони су привучени на шиљак, а тада у околини остаје вишак позитивних јона који наелектришу електроскоп и његови листићи остају размакнути.

### Електростатичка индукција
Први оглед
- Потребан прибор: поливинилна шипка, вунена тканина, електроскоп
- Упутство: Наелектрисана поливинилна шипка се приближи електроскопу. Листићи се размичу. Кад се шипка удаљи, листићи се враћају првобитни положај. Поново се шипка примакне електроскопу и листићи се размичу. Ако се електроскоп додирне прстом, листићи се враћају у првобитни положај. Кад се истовремено удаље шипка и прст скине са електроскопа, листићи се поново размичу. Кад се шипка поново приближи електроскопу, листићи почињу да се приближавају, а кад се удаљи поново се размичу.
- Објашњење: Кад се наелектрисана шипка приближила електроскопу, дошло је до раздвајања наелектрисања на електроскопу. Шипка је негативно наелектрисана, па се на куглици и електроскопу раздвојило позитивно наелектрисање, а на листићима негативно. Кад се ставио прст на куглицу електроскопа, тада је негативно наелектрисање са тела прешло на куглицу и успоставила се електрична равнотежа. Одмицањем шипке и прста са електроскопа истовремено, негативно наелектрисање је остало на електроскопу и он је остао негативно наелектрисан. Због тога су се листићи поново размакли. Да је електроскоп остао негативно наелектрисан доказује се поновним приближавањем шипке електроскопу, јер се листићи приближавају.

Други оглед
- Потребан прибор: два електроскопа, метални проводник са изолаторском дршком, поливинилна шипка, вунена тканина
- Упутство: Електроскопи се поставе тако да се могу спојити металним проводником. Једном од овако спојених електроскопа се приближи наелектрисана поливинилна шипка и листићи оба електроскопа се размакну. Затим се поливинилна шипка удаљи и листићи електроскопа се врате у почетни положај. Поново се приближи шипка једном од електроскопа и листићи се поново размакну код оба електроскопа. Сада се проводник подигне у исто време кад се и шипка удаљава и примећује се да су листићи код оба електроскопа остали размакнути. Ако се наелектрисана шипка приближи првом електроскопу, његови листићи почињу да се приближавају један другом, а ако се шипка приближи другом електроскопу његови листићи се још више шире.
- Објашњење: Приближавањем наелектрисаног тела проводнику, у њему долази до раздвајања наелектрисања под утицајем електричне инфлуенције. У овом случају негативно наелектрисана шипка раздваја наелектрисање у проводнику, па и електроскопима, тако да покретни електрони одлазе са на ближег краја проводника на његов други крај. Кад се истовремено удаљи шипка и проводник са електроскопа, раздвојени електрицитети који су наелектрисали електроскопе остају на њима, па су електроскопи наелектрисани разноименим наелектрисањем.